# 현실사회주의
현실사회주의(영어: Real socialism) 또는 실존사회주의(독일어: real existierender Sozialismus)는 1970년대에 고안된 이념적 선전문구로 수정주의의 산물로 간주된다. 이 용어는 동독의 에리히 호네커가 동독의 사회경제적 구조를 설명하는데 처음으로 사용하였고, 헝가리, 폴란드, 체코슬로바키아가 자국의 정치체제를 설명할 때 사용함으로서 소련에서도 보편화되었다.

## 같이 보기
- 공산국가
- 마르크스-레닌주의
- 소강사회
- 국가사회주의